# Mario Party 10
Mario Party 10 (マリオパーティ10 Mario Pāti Ten?) es un juego de la saga Mario Party, anunciado en el Nintendo Digital Event, de 10 de junio de 2014. Es el décimo juego de la saga, y decimotercero en total. Fue lanzado el 12 de marzo de 2015 en Japón, y el 20 de marzo en Norteamérica y Europa. Este juego  aprovecha todas las características del Wii U GamePad. También es el único que fue lanzado para Wii U.

## Jugabilidad

### Fiesta de Mario
Los jugadores deben recoger la mayor cantidad de miniestrellas posibles montados en un coche que será controlado por un comandante. Además, hay jefes a mitad y al final de los tableros.

### Fiesta de Bowser
En este modo, Bowser tomará un don importante, tanto en los tableros como en los minijuegos; ya que un quinto jugador lo controlará con el GamePad para derrotar a los demás jugadores. Pueden jugar hasta un máximo de 5 personas (Un GamePad y 4 Wii Remotes), todos deben cumplir el objetivo de terminar el tablero sin ser derrotados por el jugador que use a Bowser.

### Fiesta Amiibo
Al escanear los amiibo, aparece un tablero inspirado en la correspondiente figura, y una pieza del mismo amiibo. Está basado en la mecánica de los primeros juegos de la serie Mario Party.

## Personajes
Estos son los personajes jugables:
- Mario (A)
- Luigi (A)
- Peach (A)
- Wario (A)
- Yoshi (A)
- Daisy
- Waluigi
- Toad (A)
- Bowser (A) (B)
- Toadette (D)
- Donkey Kong (A)
- Rosalina (A)(D) (Nuevo)
- Spike (D) (Nuevo)

(A) Indica compatible en Amiibo Party.
(B) Indica solamente jugable en Bowser Party
(D) Indica desbloqueable por compra en Tienda Toad.

## Tableros

### Mario Party
- Parque Champiñón
- Ruta Tenebrosa
- Arrecife Cristalino
- Flotilla Amenazante
- Castillo Caótico
- Juego Libre (Minijuegos normales)

### Bowser Party
- Parque Champiñón
- Arrecife Cristalino
- Castillo Caótico
- Juego Libre (Minijuegos de Bowser)

### Amiibo Party
- Tablero de Mario
- Tablero de Luigi
- Tablero de Peach
- Tablero de Yoshi
- Tablero de Toad
- Tablero de Bowser
- Tablero de Rosalina
- Tablero de Wario
- Tablero de Donkey Kong

## Minijuegos

### Todos Contra Todos
- Donas de Shy Guy
- Equilibrio colorido
- Sendero Serpenteante
- Golf explosivo
- Pesca de altura
- Péndulos peligrosos
- Evasión en la mansión
- La fruta del desierto
- Cascada afrutada
- Goombeando por el bosque
- Memoria nublada
- Suplicio en el precipicio
- Cuestión de aceleración
- Dados acertados
- Rebelión en la colmena
- Ascensión a propulsión
- Estrategia fructífera
- Aventura con pintura
- ¡Oh, la lava!
- Escapada helada
- Memoria transitoria
- Estampida medida
- Patrones y aplastones
- Pleito en la plataforma
- Ascenso nebuloso
- Puntería a la tubería
- Foto con alboroto
- Girar y ganar
- Inflar sin estallar
- Tornados alocados
- Bob-ombs en cadena

### 3 Contra 1
- A diestro y siniestro
- Chaparrón de champiñones
- Esquiva explosiva
- Burbujas al acecho
- Cacería de sandías
- Inventario en el acuario
- Brochetas inquietas
- Intercepción de balón
- ¿Seguirás el compás?
- Casillas saltarinas

### 2 Contra 2
- Descenso intenso
- Botín saltarín
- Fútbol rodante
- Locos del remate
- Saqueo de boos
- Plataformas mareantes
- Cita a ciegas en el laberinto
- Invasión de Goombiños
- Saltos sincronizados
- Figuras a las alturas

### Jefes finales
- Pisotones contra Mega Goomba
- Daña a Pepito Piraña
- Cartas ocultas del mega hermano mazo
- Baldosas luminosas del Rey Boo
- Asedio a Mega Cheep glotón
- Batalla de Burbujas del Blooper Gigante
- Lío en el laberinto del Topo Monty
- Combate caótico contra Kamek
- Ataque contra Mega Mechakoopa
- Bowser el Destructor Acorazado

### Minijuegos de Bowser
- Aliento violento de Bowser
- Maza atroz de Bowser
- Tablero tostadero de Bowser
- Rueda electrizante de Bowser
- Bingo inverso de Bowser
- Pinball maléfico de Bowser
- Salto salvaje de Bowser
- Ascenso tenso de Bowser
- Máquina maquiavélica de Bowser
- Ruleta explosiva de Bowser

## Compatibilidad con amiibo
Se confirmó en el Nintendo Direct de 14 de enero de 2015 que los amiibo poseen compatibilidad con Mario Party 10 en funcionalidad de lectura y escritura. Los amiibo compatibles son:
- Mario
- Luigi
- Peach
- Yoshi
- Toad
- Bowser
- Rosalina
- Wario
- Donkey Kong

Todos los Amiibo existentes tienen compatibilidad en funcionalidad de solo lectura para obtener recompensas diarias.